# Joseph Friedrich von Palombini

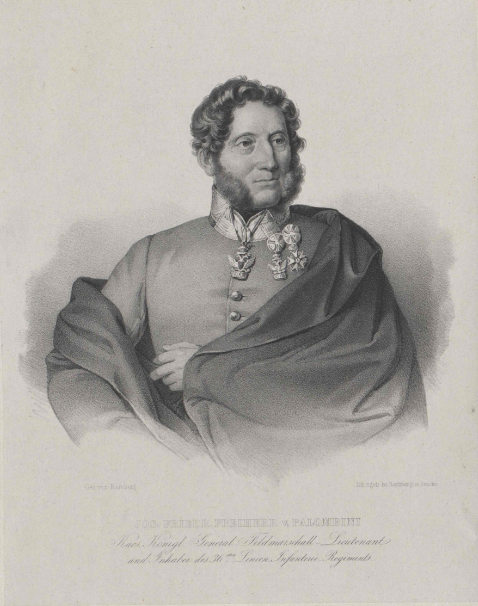
Joseph Friedrich von Palombini (1774–1850)

Freiherr Joseph Friedrich von Palombini (auch: Giuseppe Palombini, * 3. Dezember 1774 in Rom; † 5. April 1850 in Grochwitz) war napoleonischer General und später k. k. Feldmarschall-Lieutenant. Er galt als einer der fähigsten italienischen Generale unter Napoleon.

## Herkunft
Er war der Sohn des päpstlichen Sekretärs in Paris Pietro Palombini und dessen Ehefrau Teresa Spada.

## Leben
In jungen Jahren wollte er zunächst Künstler werden, aber als sich die Cispadanische Republik konstituierte, trat er in die neu entstehende Armee ein. Er wurde schon bald Offizier, Hauptmann und Major-Adjutant der vierten cisalpinischen Legion. Auch der Anschluss der Republik an die Cisalpinische Republik tat seiner Karriere keinen Abbruch. 1799 wechselte er aber als Oberst in die Gendarmerie. Bei der Belagerung von Ancona 1799 und anderen Gefechten zeichnete er sich so sehr aus, dass er zum Generalmajor befördert wurde.
Nach der Übergabe von Ancona ging Palombini zunächst nach Dijon in Frankreich, wo er ein Bataillon aus überzähligen Offizieren befehligte. General Brune reorganisierte im Jahr 1801 die Italienische Armee, aber erst als es zum Krieg mit Neapel kam , wurde Palombini zurückgerufen. Anfänglich befehligte er die Grenadiere, später die Avantgarde, dann das zweite Husaren-Regiment, welches in der Folge unter dem Namen Napoleon-Dragoner berühmt wurde. Anschließend kam er zur italienischen Division nach Frankreich. Dort hatte er einige Zeit Ruhe, bis die Truppe 1807 im Rahmen des Vierten Koalitionskrieges nach Deutschland und Schweden geschickt wurde und sich bei der Belagerung von Stralsund hervortat. Als Napoleon auf der Iberischen Halbinsel einmarschierte, wurde Palombini mit drei Schwadronen Dragoner (280 Mann) dorthin geschickt. Er kämpfte unter Pino, dann unter Severoli und zeichnete sich vor Gerona (1809) und Hostalrich (1810) aus. Dafür stieg er zum Divisionsgeneral auf. Er kam unter das Oberkommando des Generals Suchet und kämpfte in der Schlacht von Sagunt, der Belagerung von Valencia und war dann für den Schutz des Königs Joseph nach Madrid abkommandiert. Seine letzte Tat in Spanien war die Eroberung von Castro am 11. Mai 1813. Anschließend wurde er nach Italien abkommandiert, wo er eine Division zwischen Padua und Mestre kommandierte. Aber seine kleine Truppen konnte dem allgemeinen Aufstand und dem Vorrücken der Österreicher unter Nugent keinen entschiedenen Widerstand liefern. Er zog sich daher in die Festung Peschiera zurück, kämpfte aber am 8. Februar 1814 in der Schlacht am Mincio. Die Schlacht endete ohne Sieger, aber die Österreicher besetzten die Festung Peschiera und entschieden so den Krieg für sich.
Nach Beendigung des Sechsten Koalitionskriegs wechselte Palombini als Feldmarschall-Lieutenant in österreichische Dienste. 1815 kam er zur Rheinarmee und wurde dann Divisionär in Prag. Im Jahr 1817 wurde er auch Inhaber des Infanterie-Regiments Nr. 36. Als Ende der 1830er Jahre seine Kräfte schwanden, wurde er in den Ruhestand verabschiedet. Diesen verbrachte er auf den Gütern seiner Frau in Schlesien, die letzten Jahre aber auf Gut Grochwitz, das seiner Frau aus dem Erbe des sächsischen Generalmajors Christoph Wedig von Barner zugefallen war.
In den Kriegen erhielt er von Napoleon den Orden der eisernen Krone des Königreichs Italien und den der Ehrenlegion. Kaiser Franz verlieh ihm dann gleichfalls das Ritterkreuz 2. Klasse des Ordens der österreichischen eisernen Krone.

## Familie
Palombini heiratete am 28. August 1806 Josephine Antonie Caroline Dombrowsky (* 28. September 1788; † 18. Februar 1845), einer Tochter des Generals Dąbrowski. Das Paar hatte mehrere Kinder. Davon dienten zwei Söhne als Offiziere in der österreichischen Armee:
- Scipio († 10. September 1879), Oberst a. D.[6][7] ⚭ N.N.
- Luise
- Karoline
- Joseph Camillo Leopold Heinrich (* 1819; † 1855) ⚭ Caroline Schuster († 1867)[8]